# Zikrawaih ibn Mihrawaih
 (décembre 2019).
Si vous disposez d'ouvrages ou d'articles de référence ou si vous connaissez des sites web de qualité traitant du thème abordé ici, merci de compléter l'article en donnant les références utiles à sa vérifiabilité et en les liant à la section « Notes et références ».
Zakarawaih ibn Mihrawaih (arabe: زکرويه بن مهرويه) souvent Zikrawaih dans les sources modernes, était un chef ismaélienne des Qarmates en Irak qui a mené une série de révoltes contre le califat abbasside dans les 900s, jusqu'à sa défaite et la mort en Janvier 907.